# The Perfect Storm
The Perfect Storm – sztorm doskonały, nazywany również „sztormem bez imienia” lub „The Halloween Nor’easter of 1991”. Przeszedł nad Atlantykiem w dniach od 28 października do 2 listopada 1991 roku i pochłonął 13 ofiar śmiertelnych. Jest on przez meteorologów uznawany za niezwykły, ponieważ powstał z połączenia trzech zjawisk meteorologicznych: huraganu „Grace”, który powoli „umierał” nad Atlantykiem, nowo rozwijającego się sztormu i frontu atmosferycznego znad obszaru Wielkich Jezior. Energia z frontu i nowego sztormu spowodowała, że „umierający” huragan „odrodził się”, stając się właściwie nowym huraganem.
Czasami, gdy następuje starcie dwóch sztormów, jeden z nich „wygasza” drugi, natomiast w tym przypadku oba sztormy połączyły się tworząc „doskonały sztorm”.
Ze sztormem tym związana jest historia kutra Andrea Gail, który w tym czasie znajdował się na morzu. Los statku i jego załogi pozostaje nieznany.
Termin ten jest również używany przy opisywaniu zdarzenia, kiedy to zbieg rzadko spotykanych okoliczności, powoduje drastyczne pogorszenie sytuacji.